# Dave Gregory
David Charles Gregory (Swindon, 21 settembre 1952) è un chitarrista, tastierista e cantante britannico.
Meglio conosciuto per il suo lavoro come chitarrista nel gruppo degli XTC, ne ha fatto parte per vent'anni, dal 1979 (Drums and Wires) al 1999 (Apple Venus Volume 1), dando il suo contributo anche come tastierista, voce di supporto e, occasionalmente, come arrangiatore degli archi. In seguito opera come sessionman per molti prestigiosi artisti, e fa parte dei gruppi Big Big Train e Tin Spirit.

## Biografia
Sin da adolescente si esibisce in brani sullo stile di Jimi Hendrix tra l'Acid rock e lo skiffle in chiese sconsacrate e locali giovanili, e in una di quelle occasioni viene notato da Andy Partridge, futuro leader del gruppo, che in quel momento aveva le sue prime esperienze musicali componendo le sue prime canzoni e formando i suoi gruppi giovanili. Gregory, colpito precocemente da una forma di diabete, soffriva di attacchi depressivi; il suo primo lavoro serio nel campo musicale è la partecipazione all'album The Inner Mounting Flame eseguito dalla Mahavishnu Orchestra, e in seguito fece parte della band Dean Gabber and His Gaberdines, che eseguiva perlopiù cover di brani di altri artisti.

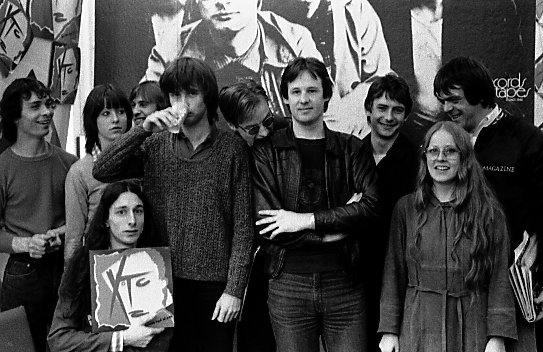
Con i fans e i componenti degli XTC nel 1980. Dave Gregory è il terzo da sinistra.

Nel 1978 avviene la svolta della sua carriera: gli XTC lo chiamarono a far parte del gruppo in sostituzione di Barry Andrews come secondo chitarrista, tastierista e voce di supporto. Partridge ricordò di aver tenuto una "finta audizione" in cui a Gregory fu chiesto di suonare This Is Pop?, solo per lui, il quale continuava a chiedere se volevano la versione dell'album o la versione singola: «Pensavamo, oh, è un vero musicista. Ma era nella band prima ancora che lo sapesse». Gregory era ansioso di sapere se i fan lo avrebbero accettato come membro, definendosi "l'archetipo del pub-rocker" in jeans e capelli lunghi. Ma i fan non se ne risentirono in alcuna maniera del cambiamento avvenuto, e Gregory fece parte degli XTC per i venti anni successivi, a partire dagli album realizzati per la Virgin Records Drums and Wires fino a Nonsuch, e finendo con il primo lavoro realizzato per la Idea Records, Apple Venus Volume 1, donando un contributo fondamentale al sound caratteristico del gruppo.
Ha fatto inoltre parte, con le stesse mansioni e col nome fittizio di Lord Cornelius Plum, del gruppo di rock psichedelico retrò degli XTC, i The Dukes of Stratosphear, che hanno pubblicato il mini-lp 25 O'Clock (1985), l'album Psonic Psunspot (1987) e ha compiuto una reunion nel 2003 per registrare il singolo di beneficenza Open a Can (Of Human Beans). Di quel progetto parallelo ha fatto parte, come quarto componente, anche il fratello minore Ian come batterista con lo pseudonimo E.I.E.I. Owen (nome completo Ian Roy Gregory, nato a Purton il 17 settembre 1954) che era già entrato a far parte degli XTC dopo l'abbandono di Terry Chambers come batterista aggiunto in qualche videoclip e apparizione televisiva ma, tranne l'esperienza dei Dukes, non suonerà ufficialmente in nessun album del gruppo.
Dopo l'abbandono degli XTC Dave Gregory divenne richiesto come sessionman con numerosi e prestigiosi artisti, tra cui Peter Gabriel, Aimee Mann, Cud, Marc Almond, Bingo Durango, Johnny Hates Jazz, Jason Donovan, Martin Newell, Louis Philippe, Lulu, Mark Owen, R. Stevie Moore e altri. Gregory, che ha suonato regolarmente nel gruppo di Steve Hogarth, ha anche contribuito ai lavori dei Porcupine Tree, inclusi gli arrangiamenti per archi nel loro sesto album, Lightbulb Sun, e per il gruppo di Dublino Pugwash. Nel 2004 Gregory viene colto dalla retinopatia che ha rischiato di porre fine prematuramente alla propria carriera, ma in seguito recupera completamente.
Dal 2009 Gregory fa parte del gruppo inglese Big Big Train come musicista ospite nel loro sesto album in studio, The Underfall Yard e successivamente è apparso nel loro EP Far Big Skies Deep Time. Entra a far parte come membro effettivo del gruppo a partire dall'album English Electric Part One (2012) e negli album seguenti.
Gregory dal 2011 è anche membro del gruppo Tin Spirits, con l'ex cantante degli Stamford Amp Mark Kilminster, il chitarrista Daniel Steinhardt e il batterista Douglas Mussard. La band pubblica il suo primo album, Wired to Earth nel 2011 prima di esibirsi come gruppo di supporto per i Marillion in una tournée nei Paesi Bassi. Come musicista ospite, Gregory partecipa all'album del 2012 Not the Weapon but the Hand di Steve Hogarth e Richard Barbieri. Nel 2013, contribuisce alla stesura del libro 1001 Guitars to Dream of Playing Before You Die, ossia Le 1001 migliori chitarre che sogni di suonare prima di morire.